# Lijst van voetbalinterlands China - Finland
Deze lijst van voetbalinterlands is een overzicht van alle officiële voetbalwedstrijden tussen de nationale teams van China en Finland. De landen speelden tot op heden vier keer tegen elkaar. De eerste ontmoeting, een vriendschappelijke wedstrijd, was op 4 augustus 1952 in Helsinki. De laatste confrontatie, eveneens een vriendschappelijke wedstrijd, dateert van 7 februari 2004, en werd gespeeld in Shenzhen.

## Wedstrijden
| № | Plaats       | Datum            | Competitie        | Wedstrijd       | Uitslag |
| - | ------------ | ---------------- | ----------------- | --------------- | ------- |
| 1 | Helsinki     | 4 augustus 1952  | Vriendschappelijk | Finland – China | 4 – 0   |
| 2 | Kuala Lumpur | 23 februari 1997 | Vriendschappelijk | China – Finland | 2 – 1   |
| 3 | Guangzhou    | 3 februari 2004  | Vriendschappelijk | China – Finland | 2 – 1   |
| 4 | Shenzhen     | 7 februari 2004  | Vriendschappelijk | China – Finland | 2 – 1   |

## Samenvatting
| Competitie        | Totaal gespeeld | Winst China | Gelijk | Winst Finland | Doelsaldo China – Finland |
| ----------------- | --------------- | ----------- | ------ | ------------- | ------------------------- |
| Vriendschappelijk | 4               | 3           | 0      | 1             | 6 − 7                     |
| Totaal            | 4               | 3           | 0      | 1             | 6 − 7                     |

Wedstrijden bepaald door strafschoppen worden, in lijn met de FIFA, als een gelijkspel gerekend.

## Details

### Tweede ontmoeting
| Vriendschappelijk (Kuala Lumpur, Maleisië, 23 februari 1997): |       |                       |
| China                                                         | 2 – 1 | Finland               |
| Li Ming 16' Hao Haidong 55'                                   | goals | 53' (e.d.) Su Maozhen |

### Derde ontmoeting
| Vriendschappelijk (Guangzhou, China, 3 februari 2004): |       |                        |
| China                                                  | 2 – 1 | Finland                |
| Zhang Yuning 42' Hao Haidong 52'                       | goals | 51' Aleksej Jerjomenko |

### Vierde ontmoeting
| Vriendschappelijk (Shenzhen, China, 7 februari 2004): |       |                   |
| China                                                 | 2 – 1 | Finland           |
| Zhang Yuning 8' Zheng Zhi 41'                         | goals | 37' Peter Kopteff |